# 笠地藏

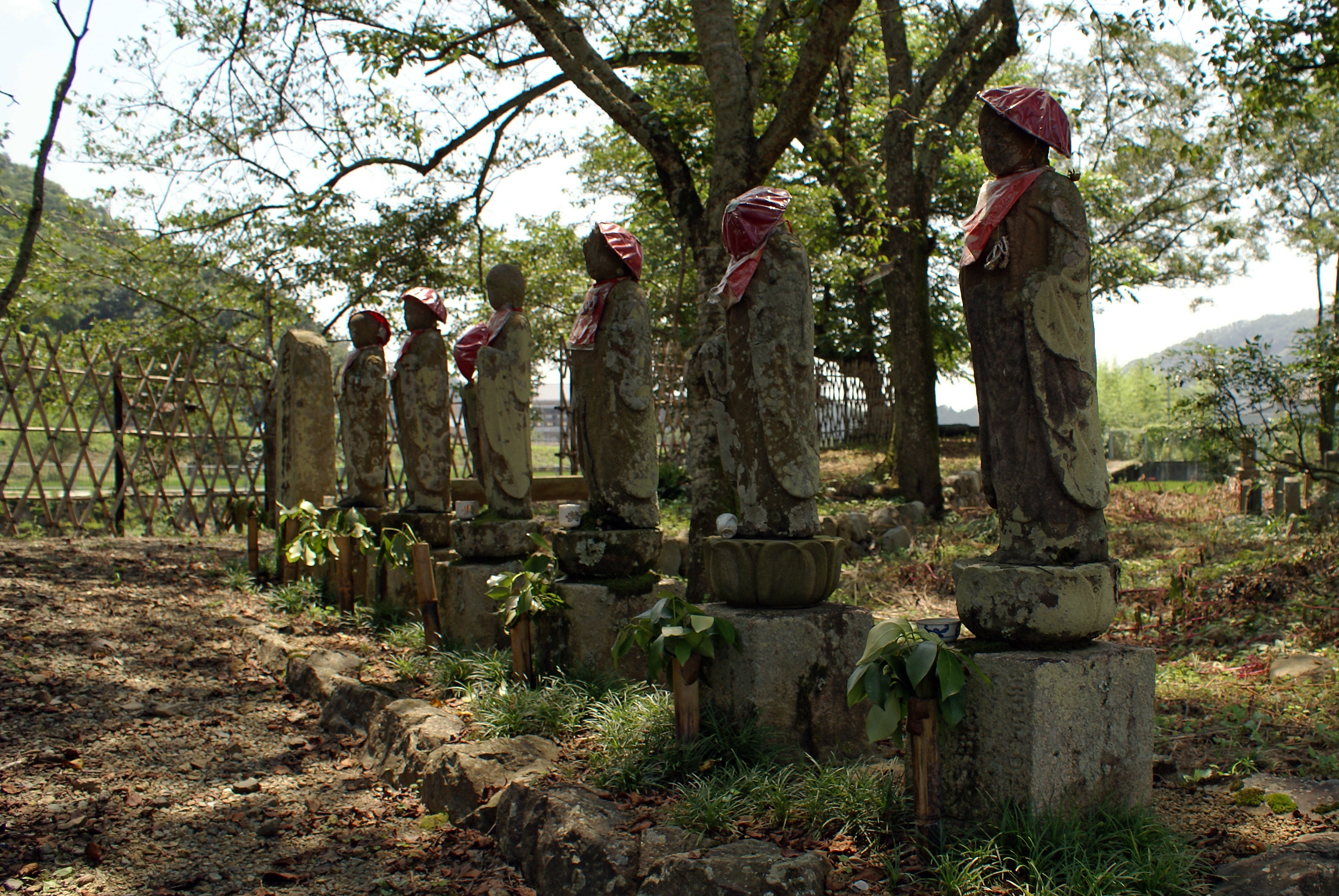
日本路邊常見的六地藏

笠地藏（かさじぞう）是日本的民話。致富譚的代表之一，講述無私的善行者得到意想不到的好運的故事。具體來說，一對貧窮但心地善良的老夫婦，因將斗笠戴在路邊的地藏菩薩石像上，而得到回報。

## 传说
傳說的內容因地域而有細部差異，以下是最廣為人知的內容。
很久以前在某個地方，住著一對非常貧困的老夫婦。年關將近，卻連年糕都買不起。於是，老人揹著斗笠到街上去賣，但是，完全賣不出去。放棄的老人在回家途中遭遇大雪，在大雪中看到路邊的六尊地藏菩薩像，覺得他們看起來很冷，便拂去地藏菩薩頭上的積雪，給他們一一戴上沒賣掉的斗笠。不過，老人手上只有五頂斗笠，所以他就將頭上的那頂戴在最後一尊地藏菩薩像上。空手而回的老人，老婦人聽完老人說明事情的經過，並未責怪老人，反而微笑的贊成他。
那天晚上，老夫婦在睡覺的時候，聽到屋外有什麼重物掉下來的聲音。打開門往外一看，發現屋前堆著一大堆米袋、年糕、蔬菜、魚等食物，還有小判等各種寶物，又看到六尊頭戴斗笠的地藏菩薩離開的背影。據說，多虧了地藏菩薩的這份禮物，老夫婦才得以度過一個幸福的新年。

## 引证
1. ↑  . コトバンク.   [2019-05-05].
2. ↑  . 小春日本辦事處.   [2025-03-25] （中文（臺灣））.

## 關連項目
- 笠覆寺